# إقليم الإسكندرية
إقليم الإسكندرية هو الإقليم الثاني من أقاليم مصر السبعة، ويضم بجانب محافظة الإسكندرية كل من محافظتي مطروح والبحيرة بمساحة إجمالية 224075.891 كم2 (53330.06 ألف فدان) تمثل نحو 22,2 % من جملة مساحة الجمهورية.
كما يقطن بالإقليم نحو 8,83 مليون نسمة يمثلون نسبة 12,7 % من جملة سكان الجمهورية المقدر لعام 2005 (ونحو 9.2 مليون نسمة حسب تعداد 2006 ، ونحو 11,064,294 نسمة حسب تعداد 2015).

## نظرة عامة

### الملامح الطبيعية والإدارية
يشغل إقليم الإسكندرية القسم الغربي من شمال الجمهورية، فيمتد على ساحل البحر المتوسط بطول 560 كم، كما يمتد جنوبًا حتى الحدود الشمالية لمحافظة الوادي الجديد وبعمق 400 كم باتجاه الجنوب من شاطئ البحر المتوسط. ويعتبر الإقليم المدخل البري الغربي لمصر من المغرب العربي عبر منفذ السلوم والمدخل البحري الشمالي الرئيسي من دول البحر المتوسط وأوروبا من خلال ميناء الإسكندرية، الميناء الأول في مصر.
ويمتد الإقليم بين دائرتي عرض 31َ 35 ْو 27َ 40 ْ شمالًا، وبين خطي طول 30َ 50 ْ و25 ْشرقًا، أما الموقع الجغرافي للإقليم فهو متميز إلى حد كبير، فتمتد محافظاته الثلاث بواجهة عريضة على ساحل البحر المتوسط، كما يمتد القسم الشمالي الشرقي بمحاذاة فرع رشيد، بينما يمتد جنوبًا إلى عمق الصحراء الغربية، وبذلك فإن الإقليم يحتوي على عدة بيئات طبيعية متباينة ؛ حيث البيئة الساحلية في الشريط الشمالي، البيئة الزراعية في منطقة الدلتا، والبيئة الصحراوية التي تمثل معظم مساحة الإقليم بالصحراء الغربية.

### الطبوغرافية
تتباين طبوغرافية الإقليم من محافظة إلى أخرى من بين محافظاته الثلاث، فتتميز محافظة البحيرة بقلة ارتفاع السطح، وذلك لوقوع الغالبية العظمى من مساحتها ضمن أراضي القسم الشرقي من دلتا النيل، أما محافظة الإسكندرية فتتميز بتتابع السلاسل الصخرية المتوازية التي تمتد بمحاذاة الساحل وتنحصر بينها أودية طولية في الاتجاه نفسه، ويتميز القسم الجنوبي من المحافظة بالتكوينات الرملية فوق سطح متموج، وبالنسبة للساحل الشمالي الغربي الممتد من الحمام حتى السلوم فتنقسم المنطقة إلى قطاعين جغرافيين رئيسيين هما: القطاع الشرقي الممتد حتى رأس الحكمة والذي يتميز بسلسلة متعاقبة شبه متصلة من الكثبان الرملية الجيرية البيضاء، والقطاع الغربي الذي يمتد من رأس الحكمة غربًا حتى الحدود المصرية الليبية ويتميز بسهله الساحلي الضيق نسبيًّا الذي يقع في سفح الهضبة الصخرية الضخمة والتي تعرف بالهضبة الليبية ويقطعها عدد من الأودية.

### المناخ
يتميز مناخ الإقليم بالتباين، وخاصة لوقوعه على الساحل الشمالي لمصر (ساحل البحر المتوسط) ، فقد كانت ظروف موقع محافظتي الإسكندرية والبحيرة والجزء الشمالي من محافظة مطروح على البحر المتوسط في الشمال وراء تأثرها بمناخ البحر المتوسط وهو مناخ معتدل طوال العام. ووفقًا لبيانات محطات المناخ الموزعة بالإقليم، تتراوح متوسطات درجات الحرارة بين 30 درجة مئوية في شهر أغسطس و 9 درجات مئوية في شهر يناير، وتسود الرياح الشمالية الغربية على مدار العام، أما الجزء الجنوبي الغربي من الإقليم فيمكن اعتبار مناخه مثالًا لمناخ المناطق الصحراوية لارتفاع درجات الحرارة وشدة سطوع الشمس في الصيف حيث تبلغ درجات الحرارة المتوسطة 30 درجة مئوية وتأتي الرياح السطحية من الشمال الغربي لتنحرف قليلًا لتتخذ اتجاهًا من الشمال – الشمال الشرقي كلما انتقلنا جنوبًا بعيدًا عن الشاطئ حيث يقل معدل التساقط المطري وسرعة الرياح، وتوضح الجداول التالية درجات الحرارة، معدل تساقط الأمطار، الرطوبة النسبية والضغط الجوي.
- جدول رقم 1: المعدلات الشهرية والسنوية للإشعاع الشمسي ( بالميجا جول/م2 يوم) في بعض المحطات المختارة بالإقليم

| المحطة     | يناير | فبراير | مارس | إبريل | مايو | يونيو | يوليو | أغسطس | سبتمبر | أكتوبر | نوفمبر | ديسمبر | المتوسط السنوي |
| ---------- | ----- | ------ | ---- | ----- | ---- | ----- | ----- | ----- | ------ | ------ | ------ | ------ | -------------- |
| سيدي براني | 15    | 18.9   | 23   | 27.9  | 30   | 31    | 30.5  | 28.5  | 24.8   | 20.2   | 16.3   | 14.1   | 23.3           |
| مرسى مطروح | 15.2  | 18.7   | 23.1 | 27.4  | 30   | 31    | 30.5  | 28.5  | 24.8   | 20.3   | 16.2   | 14.2   | 23.3           |
| الدخيلة    | 15.2  | 18.8   | 23   | 27.4  | 30   | 31    | 31    | 28.5  | 24.9   | 20.4   | 16.2   | 14.3   | 23.4           |
| الضبعة     | 15.1  | 18.9   | 23.2 | 27.4  | 30   | 30.9  | 31    | 28.5  | 24.9   | 20.4   | 16.2   | 14.3   | 23.4           |
| سيوة       | 16.1  | 20     | 24   | 28    | 30   | 30.8  | 30.4  | 28.6  | 25.3   | 21     | 17.1   | 15.1   | 23.8           |

- جدول رقم 2: المعدلات الشهرية لدرجة الحرارة اليومية ( درجة مئوية ) في بعض المحطات المختارة بالإقليم

| المحطة       | يناير | فبراير | مارس | إبريل | مايو | يونيو | يوليو | أغسطس | سبتمبر | أكتوبر | نوفمبر | ديسمبر | المتوسط السنوي |
| ------------ | ----- | ------ | ---- | ----- | ---- | ----- | ----- | ----- | ------ | ------ | ------ | ------ | -------------- |
| سيدي براني   | 13.3  | 13.6   | 15   | 17.4  | 19.8 | 22.9  | 25    | 25.8  | 24.8   | 21.9   | 18.2   | 14.6   | 19.3           |
| مرسى مطروح   | 13.1  | 13.3   | 14.9 | 16.9  | 20.3 | 23.6  | 25.4  | 25.9  | 24.8   | 22.1   | 18.1   | 14.8   | 20             |
| الدخيلة      | 13.6  | 13.7   | 15.3 | 18.3  | 21   | 24.2  | 25.9  | 26.5  | 25.3   | 22.8   | 18.6   | 14.8   | 20             |
| الضبعة       | 13.1  | 13.4   | 14.9 | 17.7  | 20.3 | 23.7  | 25.4  | 26    | 24.9   | 16.2   | 18.2   | 14.6   | 19             |
| وادي النطرون | 13.3  | 14.1   | 16.2 | 22.1  | 23.4 | 26.5  | 27.6  | 27.6  | 25.7   | 22.8   | 18.4   | 15.7   | 21.1           |
| سيوة         | 12.6  | 14     | 17.2 | 22.1  | 26.1 | 29.5  | 30.2  | 30.1  | 27.8   | 23.3   | 17.7   | 13.2   | 22             |

- جدول رقم 3: المعدلات الشهرية والسنوية لساعات سطوع الشمس ( ساعة / يوم ) في بعض المحطات المختارة بالإقليم

| المحطة     | يناير | فبراير | مارس | إبريل | مايو | يونيو | يوليو | أغسطس | سبتمبر | أكتوبر | نوفمبر | ديسمبر | المتوسط السنوي |
| ---------- | ----- | ------ | ---- | ----- | ---- | ----- | ----- | ----- | ------ | ------ | ------ | ------ | -------------- |
| سيدي براني | 6.7   | 7.7    | 8.2  | 9.1   | 11   | 11.9  | 12.3  | 12    | 10.6   | 9.2    | 7.8    | 6.6    | 9.4            |
| مرسى مطروح | 6.8   | 7.3    | 8.1  | 9     | 10.8 | 11.8  | 12.2  | 11.9  | 10.5   | 9      | 7.7    | 6.2    | 9.3            |
| سيوة       | 6.8   | 9.5    | 9.5  | 10.5  | 10.8 | 12.3  | 12.4  | 11.9  | 10.6   | 10.2   | 8.7    | 8.4    | 10.1           |

### الهيكل الإداري
يتكون الهيكل الإداري لإقليم الإسكندرية من ثلاث محافظات هي: الإسكندرية، البحيرة، مطروح، بإجمالي عدد مراكز 24 مركزًا، تضم 25 مدينة 143 قرية رئيسية و143 وحدة محلية، و555 قرية تابعة قرية تابعة، و49 قرية لا تدخل في نطاق الوحدات المحلية، بالإضافة إلى 6135 كفر وعزبة، ويوضح الجدول التالي البيانات الإدارية لمحافظات إقليم الإسكندرية:
| المحافظة   | المساحة | المساحة   | %    | المراكز | المدن  | الأحياء | الوحدات | توابع | خارج الوحدات | ك.ن.ع |
| المحافظة   | كم2     | 1000 فدان | %    | المراكز | المدن  | الأحياء | الوحدات | توابع | خارج الوحدات | ك.ن.ع |
| ---------- | ------- | --------- | ---- | ------- | ------ | ------- | ------- | ----- | ------------ | ----- |
| الإسكندرية | 2300    | 9660      | 1.4  | 1       | 2      | 6       | 3       | 9     | 4            | 157   |
| البحيرة    | 9826    | 41269     | 5.5  | 15      | 15 [*] | 0       | 84      | 497   | 6            | 5737  |
| مطروح      | 166563  | 699565    | 93.1 | 8       | 8      | 0       | 56      | 98    | 39           | 241   |
| الإجمالي   | 178689  | 750494    | 100  | 24      | 25     | 6       | 143     | 555   | 49           | 6135  |

### الملامح العمرانية والسكانية

#### الملامح العمرانية
تمثل الملامح العمرانية محورًا مهمًّا في دراسات الإقليم حيث إنها تربط بين كل من الملامح الجغرافية والإدارية (البعد المكاني) والملامح السكانية، وتشتمل الملامح العمرانية على توزيع استخدامات الأراضي بمحافظات إقليم الإسكندرية، الكثافات السكانية العمرانية، والفئات الحجمية بمدن إقليم الإسكندرية.
وبتحليل استخدامات الأراضي بمحافظات إقليم الإسكندرية يتضح أن الاستعمالات الزراعية (داخل وخارج الزمام) هي المسطح الأكبر من استخدامات الأراضي المأهولة حيث تشغل مساحة 8480 كم2 بنسبة 66,8 % من إجمالي المساحة المأهولة للإقليم، تليها الأراضي البور بنسبة 2,6 % ثم الاستعمالات العمرانية بنسبة 29,1 % من إجمالي المساحة المأهولة للإقليم.
ومن الملاحظ أيضًا أن محافظة مطروح تحتل المركز الأول بالإقليم في مسطح الاستعمالات العمرانية ؛ إذ تصل مساحة الاستعمالات العمرانية بها إلى 2906 كم2 تمثل نحو 78,7 % من جملة المساحة العمرانية بالإقليم، أما محافظة الإسكندرية فتحتل المركز الثاني ؛ إذ تصل نسبة الاستعمالات العمرانية فيها إلى 16,9 % من إجمالي المساحة المأهولة بالأقل وتحتل محافظة البحيرة المركز الأخير حيث تشغل الاستعمالات العمرانية مساحة 163,04 كم2 بنسبة 4,4 % من إجمالي المساحة المأهولة بالإقليم.
كذلك تحتفظ محافظة البحيرة بالمركز الأول من حيث الاستخدامات الزراعية، فتستحوذ وحدها على ما يزيد على 6612كم2 (نحو 1,7 مليون فدان) تمثل ما يقرب من 78 % من جملة الاستخدامات الزراعية بالإقليم، وتتقاسم النسبة الباقية محافظتا مطروح (12 %) والإسكندرية ( 10,1%).
يضاف إلى ما سبق أن المساحة المأهولة بمحافظتي الإسكندرية والبحيرة تتجاوزان حاجز الـ 72 % من المساحة الكلية لكل محافظة منهما، في حين لا تمثل المساحة المأهولة بمحافظة مطروح سوى 2,4 % فقط من جملة مساحة المحافظة ؛ وذلك نظرًا لأن محافظة مطروح يغلب عليها الطابع الصحراوي، في حين تمتد محافظتا البحيرة والإسكندرية داخل نطاق الأراضي الدلتاوية والمتمثلة في منطقة شرق الدلتا.

#### الملامح السكانية
تتضمن الملامح السكانية للإقليم دراسة كل من النمو (التطور) والتوزيع والتركيب بالإضافة إلى الهجرة من محافظات الإقليم وإليها. بلغ إجمالي حجم سكان إقليم الإسكندرية نحو 9.2 مليون نسمة وفقًا لتعداد 2006 ، مليون نسمة تقريبًا، محتلًا بذلك المرتبة الرابعة بين أقاليم الجمهورية، وبنسبة تبلغ نحو 12.5 % من إجمالي سكان الجمهورية. أما عن التوزيع النسبي للسكان بالمحافظات المكونة للإقليم، فقد تبين أن حوالي 51.6 % من الحجم السكاني يتركزون في محافظة البحيرة (4.747.283 نسمة حسب تعداد 2006) وبذلك فهي تحتل المرتبة الأولى بين محافظات الإقليم، تليها محافظة الإسكندرية بنسبة 44,9 % (4.123.869 نسمة) في حين تحتل محافظة مطروح المرتبة الأخيرة - 3,5 % من جملة عدد السكان (323.381 نسمة). وعلى مستوى الإقليم أيضًا تصل نسبة سكان الحضر إلى نحو 57 % من جملة سكان الإقليم، أما سكان الريف فيشكلون النسبة الباقية 43 %. وعلى مستوى المحافظة فإن محافظة الإسكندرية يغلب عليها الطابع الحضري الذي يشكل نحو 99 % من حجم سكانها، تليها محافظة مطروح التي يمثل الحضر فيها نحو 70 % من حجم سكانها، وأخيرًا فإن محافظة البحيرة يغلب عليها الطابع الريفي ؛ إذ يمثل سكان الحضر نحو 19 % فقط من جملة سكان المحافظة، في حين يصل سكان الريف بها إلى 81 %.